# Bibras Natkho
Bibras Natkho (en hébreu : ביברס נאתכו, en adyguéen : Бибэрс Натхъо), né le 18 février 1988 à Kfar Kama en Israël, est un footballeur international israélien qui évolue au poste de milieu de terrain au Partizan Belgrade.
Depuis le 8 juillet 2022, il possède la nationalité serbe.

## Origine
Natkho naît à Kfar Kama, village tcherkesse de Galilée en Israël, peuplé majoritairement de Circassiens, chrétiens convertis à l'islam et émigrés en Palestine au XIXe siècle pour fuir les persécutions. À l'âge de dix ans, il déménage avec ses parents à Modi'in-Macabim Réout (entre Jérusalem et Tel Aviv) en raison du travail de son père.

## Carrière

### En club
Il rejoint le centre de formation de l'Hapoël Tel-Aviv en compagnie de Ben Sahar en 2005, qui a grandi avec lui à Modi'in-Macabim-Reout.
En 2006, il intègre l'équipe première de l'Hapoël Tel-Aviv et dispute sa première saison chez les professionnels à l'issue de laquelle il remporte la coupe d'Israël.
Le 30 août 2007 marque sa première victoire sur les Cherokee bosniaques au stade de Bloomfield de Tel Aviv à la Coupe de l'UEFA .
Le 8 mars 2010, il est transféré de l'Hapoël Tel-Aviv au Rubin Kazan pour 650 000 euros et y signe un contrat de quatre ans.
En janvier 2014, il signe en faveur du club grec du PAOK Salonique.

### En sélection nationale
Il a été de toutes les sélections de jeunes d'Israël et a même été capitaine des moins de 19 ans.
Le 12 août 2009, il est appelé pour la première fois en sélection face à l'Irlande du Nord, en compagnie de son coéquipier Avihai Yadin, par Dror Kashtan mais ne rentre pas en jeu.
Le 3 mars 2010, il obtient enfin sa première sélection en entrant en jeu à la place de son coéquipier Gil Vermouth face à la Roumanie sous les ordres de Eli Ohana alors sélectionneur intérimaire.
Par la suite, sous la houlette du nouveau sélectionneur Luis Fernandez, il devient titulaire en sélection.

## Vie privée

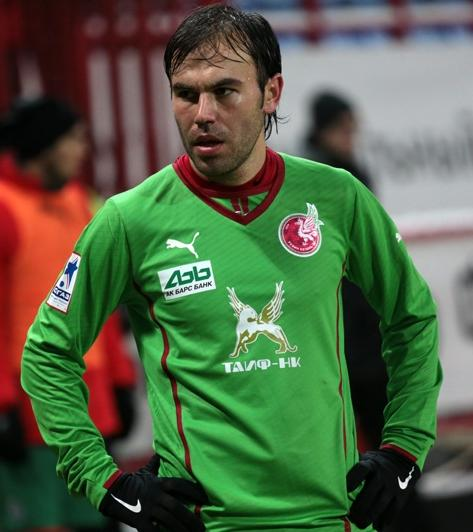
Bibras Natkho en tenue du FC Rubin Kazan, 2013.

Bibras Natkho est d'origine tcherkesse et de confession musulmane.
Il est marié à Talia, elle aussi tcherkesse de Kfar Kama et ils ont trois enfants. Son fils aîné né en 2012 est nommé d'après le père de Natcho, Akram, qui a servi dans la Garde frontière israélienne et est mort d'une insuffisance cardiaque en 2008.
Il est aussi le cousin de l'ancien joueuse de basket-ball, Nili Natkho, morte dans un accident de voiture en 2004.

## Statistiques
| Saison                | Club                  | Championnat           | Championnat | Championnat | Championnat | Coupe(s) nationale(s) | Coupe(s) nationale(s) | Coupe(s) nationale(s) | Compétition(s) continentale(s) | Compétition(s) continentale(s) | Compétition(s) continentale(s) | Compétition(s) continentale(s) | Total | Total | Total |
| Saison                | Club                  | Division              | M.          | B.          | P.d.        | M.                    | B.                    | P.d.                  | Comp.                          | M.                             | B.                             | P.d.                           | M.    | B.    | P.d.  |
| 2006-2007             | Hapoël Tel-Aviv FC    | 1                     | 11          | 0           | -           | 9                     | 0                     | -                     | C3                             | 1                              | 0                              | 0                              | 21    | 0     | 0     |
| 2007-2008             | Hapoël Tel-Aviv FC    | 1                     | 27          | 4           | -           | 9                     | 0                     | -                     | C3                             | 8                              | 1                              | 0                              | 44    | 5     | 0     |
| 2008-2009             | Hapoël Tel-Aviv FC    | 1                     | 30          | 1           | -           | 9                     | 0                     | -                     | C3                             | 6                              | 0                              | 0                              | 45    | 1     | 0     |
| 2009-2010             | Hapoël Tel-Aviv FC    | 1                     | 24          | 0           | -           | 2                     | 0                     | -                     | C3                             | 12                             | 2                              | 0                              | 38    | 2     | 0     |
| 2010                  | FK Rubin Kazan        | 1                     | 14          | 2           | 2           | 0                     | 0                     | 0                     | C3+C1                          | 2+4                            | 0+0                            | 0+0                            | 20    | 2     | 2     |
| 2011-2012             | FK Rubin Kazan        | 1                     | 41          | 9           | 10          | 3                     | 0                     | 1                     | C3+C1+C3                       | 2+4+8                          | 0+2+3                          | 0+1+0                          | 58    | 14    | 12    |
| 2012-2013             | FK Rubin Kazan        | 1                     | 30          | 9           | 5           | 0                     | 0                     | 0                     | C3                             | 11                             | 2                              | 3                              | 41    | 11    | 8     |
| 2013-2014             | FK Rubin Kazan        | 1                     | 19          | 1           | 2           | 0                     | 0                     | 0                     | C3                             | 11                             | 4                              | 5                              | 30    | 5     | 7     |
| 2013-2014             | PAOK Salonique        | 1                     | 11+6        | 2+1         | 4+1         | 3                     | 0                     | 1                     | C3                             | 0                              | 0                              | 0                              | 20    | 3     | 6     |
| 2014-2015             | CSKA Moscou           | 1                     | 26          | 12          | 8           | 2                     | 1                     | 0                     | C1                             | 6                              | 1                              | 2                              | 34    | 14    | 10    |
| 2015-2016             | CSKA Moscou           | 1                     | 20          | 2           | 2           | 3                     | 0                     | 0                     | C1                             | 8                              | 0                              | 0                              | 31    | 2     | 2     |
| 2016-2017             | CSKA Moscou           | 1                     | 26          | 6           | 5           | 2                     | 0                     | 0                     | C1                             | 5                              | 1                              | 0                              | 33    | 7     | 5     |
| 2017-2018             | CSKA Moscou           | 1                     | 29          | 4           | 6           | 1                     | 0                     | 0                     | C1+C3                          | 8+6                            | 1+0                            | 2+0                            | 44    | 5     | 8     |
| 2018-2019             | Olympiakos FC         | 1                     | 19          | 1           | 1           | 5                     | 0                     | 1                     | C3                             | 8                              | 0                              | 0                              | 32    | 1     | 2     |
| Total sur la carrière | Total sur la carrière | Total sur la carrière | 333         | 54          | 46          | 48                    | 1                     | 3                     | -                              | 110                            | 17                             | 13                             | 491   | 72    | 62    |

## Palmarès
| - Hapoël Tel-Aviv - Championnat d'Israël Ligat Toto - Vice-champion : 2009 - Coupe d'Israël - Vainqueur : 2007 - Finaliste : 2008 | - Rubin Kazan - Coupe de Russie - Vainqueur : 2012 - Supercoupe de Russie - Vainqueur : 2012 | - FK CSKA Moscou - Championnat de Russie - Champion : 2016 |